# Sergei Vitalievich Milchkov
Sergei Vitalievich Milchkov (tiếng Nga: Сергей Витальевич Мильчаков, sinh ngày 5 tháng 4 năm 1973) là một quân nhân Liên bang Nga, quân hàm Trung tướng, Tư lệnh Tập đoàn quân binh chủng hợp thành số 51, Anh hùng Liên bang Nga.

## Tiểu sử
S.V. Milchkov sinh ngày 5 tháng 4 năm 1973 tại Sverdlovsk, Cộng hòa Xã hội chủ nghĩa Xô viết Liên bang Nga, Liên Xô. Ông tốt nghiệp phổ thông tại một Trường Quân sự Suvorov rồi nhập học Trường cao đẳng Sĩ quan Tăng - thiết giáp Chelyabinsk (hiện không tồn tại). Sau khi hoàn thành việc học tại trường, ông bắt đầu phục vụ trong các đơn vị chiến đấu của Lực lượng Vũ trang Nga với tư cách là chỉ huy trung đội xe tăng, trải qua các giai đoạn thực hiện nghĩa vụ quân sự. Năm 2006, anh tốt nghiệp Học viện Binh chủng hợp thành của Lực lượng vũ trang Nga.
Từ năm 2008 đến 2009, ông là chỉ huy Trung đoàn súng trường cơ giới cận vệ 81, và sau đó chỉ huy Lữ đoàn Cận vệ độc lập số 69 thuộc Tập đoàn quân binh chủng hợp thành số 35.
Năm 2019, ông tốt nghiệp Học viện Quân sự thuộc Bộ Tổng tham mưu Liên bang Nga. Từ năm 2019 đến 2020, ông là Chỉ huy trưởng Trung tâm huấn luyện quân sự cấp cơ sở quận 473 cho các đơn vị binh chủng hợp thành.
Ông tham gia chiến dịch quân sự của Nga ở Syria với vị trí phó chỉ huy của một nhóm quân (lực lượng) Nga. Ông tham gia cuộc chiến tranh với Ukraina, đứng đầu Quân đoàn Donetsk số 1 mà sau này chuyển thành Tập đoàn quân binh chủng hợp thành Donetsk số 51 của Quân khu Nam.

## Khen thưởng
- Anh hùng Liên bang Nga (theo Nghị định của Tổng thống Liên bang Nga tháng 8 năm 2024, vì lòng dũng cảm và chủ nghĩa anh hùng thể hiện trong việc thực hiện nghĩa vụ quân sự, Trung tướng Sergei Vitalievich Milchkov đã được phong tặng danh hiệu Anh hùng Liên bang Nga với một sự khác biệt đặc biệt - huy chương Sao Vàng).
- Huân chương Alexander Nevsky.
- Huân chương Dũng cảm.
- Huân chương Quân công. Huân chương Công trạng vì Tổ quốc hạng II (có gắn kiếm).